# Английская хоккейная Премьер-лига
Английская хоккейная Премьер-лига (АХПЛ) — вторая по силе хоккейная лига в Англии, уступающая только Английской национальной хоккейной лиги. В Лиге участвуют 9 английских команд. Штаб-квартира лиги находится в Блэкпуле.
Лига была основана в 1997 году в качестве третьей в стране, но поднялась на одну ступень после расформирования Британской национальной лиги в 2006 году.

## Организация лиги
Лигой управляет Федерация хоккея Англии. Нынешним председателем АХПЛ является Кен Таггарт. Владельцы хоккейных клубов регулярно встречаются для обсуждения вопросов, связанных с лигой, с председателем АХПЛ и принимают участие в голосовании по всем решениям.

### Руководитель
- Председатель: Кен Таггарт
- Главный судья: Мохаммад Ашраф
- Администратор: Мэри Фонт
- Секретарь: Гарри Дент
- Представитель владельцев клубов: Гарри Хаутоун
- Статистик: Малькольм Прин
- Регистрация: Лиз Морали

## Структура сезона
Игры Английской хоккейной Премьер-лиги проводятся с первой недели сентября до конца марта. В регулярном сезоне клубы встречаются по заранее определённому графику; каждая команда играет по 48 матчей, то есть с каждым клубом по 6 матчей: 3 дома и 3 на выезде.

### Система очков
В регулярном сезоне АХПЛ за победу в матче присуждается 2 очка, за поражение в овертайме или серии буллитов дается 1 очко, а за поражение в основное время команде ничего не присуждается.

## Клубы в сезоне 2014/15
| Команда             | Год вступления в АХПЛ | Домашний стадион               |
| ------------------- | --------------------- | ------------------------------ |
| Бейзингсток Бизон   | 2009                  | Planet Ice Silverdome Arena    |
| Брекнел Биз         | 2005                  | John Nike Leisuresport Complex |
| Гилфорд Флеймз      | 2005                  | Гилфорд Спектр                 |
| Манчестер Финикс    | 2009                  | Altrincham Ice Dome            |
| Милтон-Кинс Лайтинг | 2002                  | Planet Ice Arena               |
| Питерборо Фантомс   | 2002                  | Planet Ice Peterborough        |
| Шеффилд Стилдогз    | 2010                  | iceSheffield                   |
| Слау Джетс          | 2002                  | The Ice Arena                  |
| Свиндон Уайлдкэтс   | 1997                  | Link Centre                    |
| Телфорд Тайгерс     | 2002                  | Telford Ice Rink               |

## Бывшие клубы
- Биллингам Иглз (1997/98)
- Блэкберн Хокс (1998/99)
- Юниорская и молодёжная сборная Великобритании (2000—2003)
- Челмсфорд Чифтейнз (1998—2001, 2002—2008)
- Харингей Грейхаундс (2000—2003)
- Халл Стингрейз (1997—1998, 2005/06)
- Инвикта Дайнэмоз (1997—2003)
- Милтон-Кинс Кингз (1998/99)
- Ноттингем Лионс (2000—2003)
- Оксфорд Сити Старз (1998/99)
- Ромфорд Рейдерс (1998—2010)
- Шеффилд Шиматарс (2005—2010)
- Солихал Баронс (1997—1999, 2000—2002, 2003—2007)
- Сандерлегд Чифс (1997/98)
- Уитли Бэй Вариорс (1997/98)
- Уайтлинк Рейдерс (1997—2009)

## Победители
| Сезон   | Победитель Лиги     | Победитель Плей-офф | Обладатель Кубка Англии                          | Обладатель Кубка Кнок-аут |
| ------- | ------------------- | ------------------- | ------------------------------------------------ | ------------------------- |
| 1997/98 | Солихал Баронс      | Солихал Баронс      | не проводился                                    | не проводился             |
| 1998/99 | Солихал Баронс      | Солихал Баронс      | Милтон-Кинс Кингз                                | не проводился             |
| 1999/00 | Челмсфорд Чифтейнз  | Челмсфорд Чифтейнз  | не проводился                                    | не проводился             |
| 2000/01 | Свиндон Уайлдкэтс   | Ромфорд Рейдерс     | не проводился                                    | не проводился             |
| 2001/02 | Инвикта Дайнэмоз    | Инвикта Дайнэмоз    | Ромфорд Рейдерс                                  | не проводился             |
| 2002/03 | Питерборо Фантомс   | Милтон-Кинс Лайтинг | Уайтлинк Рейдерс                                 | не проводился             |
| 2003/04 | Милтон-Кинс Лайтинг | Милтон-Кинс Лайтинг | Питерборо Фантомс                                | не проводился             |
| 2004/05 | Милтон-Кинс Лайтинг | Милтон-Кинс Лайтинг | Ромфорд Рейдерс                                  | не проводился             |
| 2005/06 | Гилфорд Флеймз      | Милтон-Кинс Лайтинг | Брекнел Бис                                      | не проводился             |
| 2006/07 | Брекнел Биз         | Брекнел Биз         | Гилфорд Флеймз                                   | не проводился             |
| 2007/08 | Брекнел Бис         | Слау Джетс          | Брекнел Бис                                      | Питерборо Фантомс         |
| 2008/09 | Питерборо Фантомс   | Питерборо Фантомс   | Питерборо Фантомс                                | не проводился             |
| 2009/10 | Милтон-Кинс Лайтинг | Слау Джетс          | Гилфорд Флеймз                                   | не проводился             |
| 2010/11 | Манчестер Финикс    | Гилфорд Флеймз      | Слау Джетс                                       | не проводился             |
| 2011/12 | Гилфорд Флеймз      | Шеффилд Стилдогз    | не проводился                                    | не проводился             |
| 2012/13 | Гилфорд Флеймз      | Манчестер Финикс    | Кубок Английской Премьер-лиги: Бейзингсток Бизон | не проводился             |